# Cumulospora marina
Cumulospora marina är en svampart som beskrevs av I. Schmidt 1985. Cumulospora marina ingår i släktet Cumulospora, divisionen sporsäcksvampar och riket svampar.   Inga underarter finns listade i Catalogue of Life.